# 51 Pegasi
Coordonate:  22h 57m 28.0s, +20° 46′ 08″

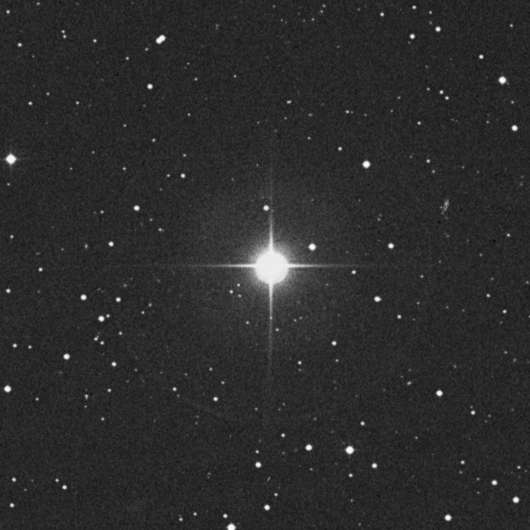
51 Pegasi

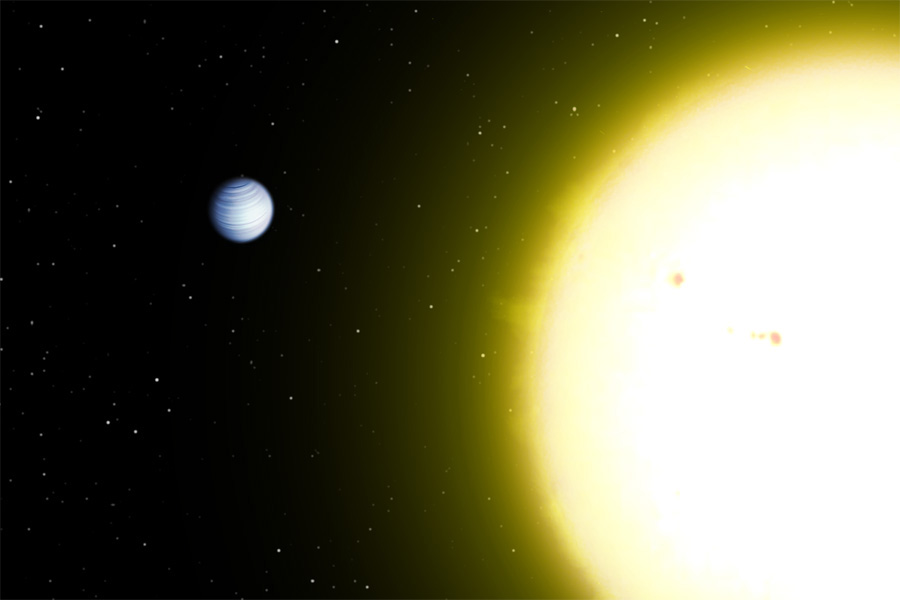
Reprezentare artistică a stelei 51 Pegasi (care este o pitică galbenă) și a planetei 51 Pegasi b.

51 Pegasi este o stea pitică galbenă asemănătoare Soarelui situată la 15,6 parseci (50,9 ani-lumină) de Pământ, în constelația Pegas. Aceasta a fost prima stea asemănătoare Soarelui, alta decât Soarele, despre care se știe că are o planetă care se rotește în jurul acesteia.
Descoperirea planetei 51 Pegasi b a fost anunțată pe 6 octombrie 1995 de către Michel Mayor și Didier Queloz. Descoperirea a fost făcută pe baza măsurării Efectului Doppler la Observatorul din Haute-Provence, folosind spectrograful ELODIE. 